# Parco nazionale Poloniny
Il parco nazionale Poloniny (in slovacco: Národný park Poloniny) è un parco nazionale della Slovacchia nord-orientale, situato presso i confini con la Polonia e l'Ucraina, sulla catena montuosa dei monti Bukovec, che appartiene ai Carpazi orientali. Fu istituito il 1º ottobre 1997 con un'area protetta di 298,05 km² e una zona cuscinetto di 109,73 km². Alcune aree del parco sono incluse nel patrimonio dell'umanità dell'UNESCO delle antiche faggete primordiali dei Carpazi e di altre regioni d'Europa.

## Posizione
Il parco si trova nel distretto di Snina, all'interno della regione di Prešov. Si trova vicino al parco nazionale Bieszczady, in Polonia, e insieme costituiscono la riserva della biosfera dei Carpazi Orientali. Il punto più alto si trova a 1.208 metri s.l.m., in un punto in cui si incontrano i confini di Slovacchia, Polonia ed Ucraina, presso la cima del monte Kremenec. Il parco nazionale costituisce la parte più orientale e meno popolata della nazione. I sentieri che lo attraversano partono da diversi villaggi della zona, tra cui Nová Sedlica, Runina, Topoľa e Uličské Krivé.

## Biologia ed ecosistema
Le foreste coprono circa l'80% dell'area; sono prevalenti quelle di faggi e di conifere. Il parco nazionale ha la più alta concentrazione di foreste primarie della Slovacchia, protette da riserve naturali nazionali. I prati, chiamati poloniny nei dialetti slovacchi orientali, sono molto comuni sulla catena principale del Bukovské vrchy.
Molte specie che si trovano nel parco sono endemiche e rare; complessivamente, 800 funghi e 100 licheni sono nativi di Poloniny. Il parco contiene circa 5.981 specie conosciute di invertebrati (ad esempio, 91 molluschi, 1.471 rhyncotae, 819 farfalle e 403 ragni) e 294 vertebrati. Questi ultimi comprendono 13 anfibi, 8 rettili, 198 uccelli, 55 mammiferi, tra cui la lince euroasiatica e l'orso. Nel parco si trovano circa 1.000 specie di piante vascolari, molte delle quali sono in pericolo e quindi sono protette. 

Grazie al programma REWILDING EUROPE, nel 2004, sono stati reintrodotti giovani esemplari di bisonte europeo, alcuni dei quali nati in Italia, nel Parco Natura Viva di Bussolengo (VR).

## Turismo
Il parco nazionale è aperto al pubblico tutto l'anno; in inverno si può accedere con gli sci, mentre in estate si possono effettuare passeggiate sui numerosi sentieri, oltre che l'alpinismo. Esistono anche percorsi che collegano le chiese in legno dei villaggi circostanti, risalenti al XVIII secolo; esse si trovano a Topoľa, Uličské Krivé e Ruský Potok.

## Patrimonio dell'umanità
La foresta primaria di faggi di Havešová, Stužica, e Rožok (tutte e tre le aree sono sul Bukovské vrchy) è stata proclamata dall'UNESCO patrimonio dell'umanità il 28 giugno 2007; il motivo è che comprende scenari e processi che non sono stati toccati dallo sviluppo umano. Insieme ad un altro sito slovacco presso i monti Vihorlat, e altri sei siti ucraini, costituiscono il nucleo originario delle "antiche faggete primordiali dei Carpazi e di altre regioni d'Europa". Per proteggere lo straordinario valore di queste foreste, solo una di queste, Stužica, è accessibile al pubblico.

## Galleria d'immagini

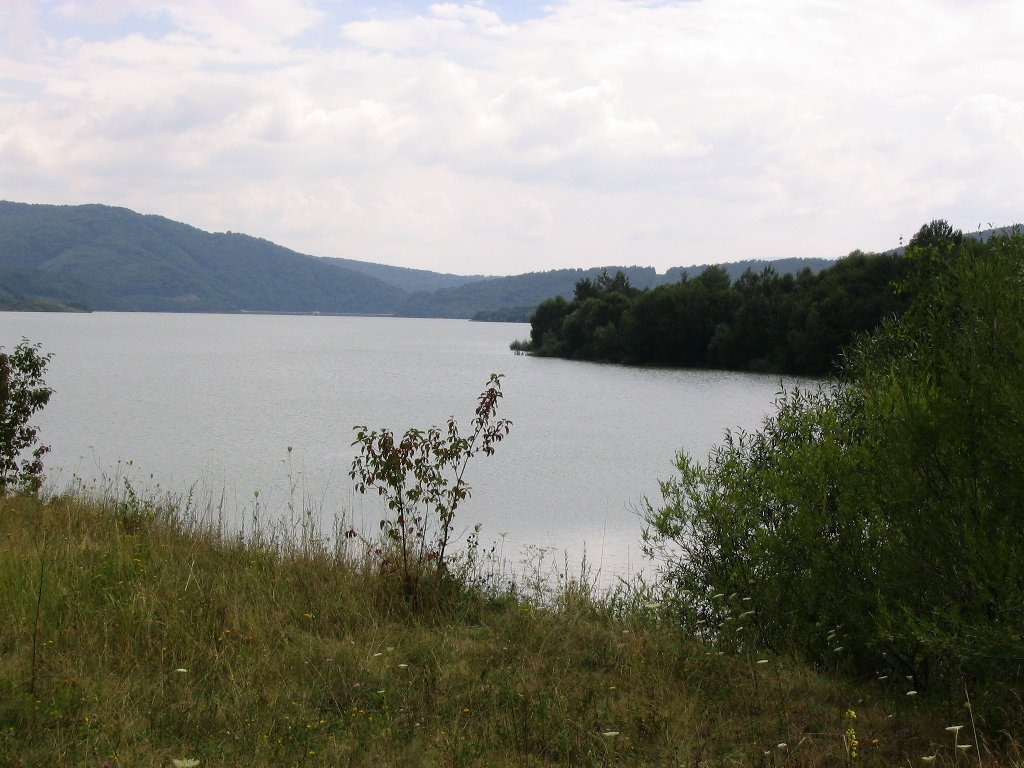
Bacino di Starina.
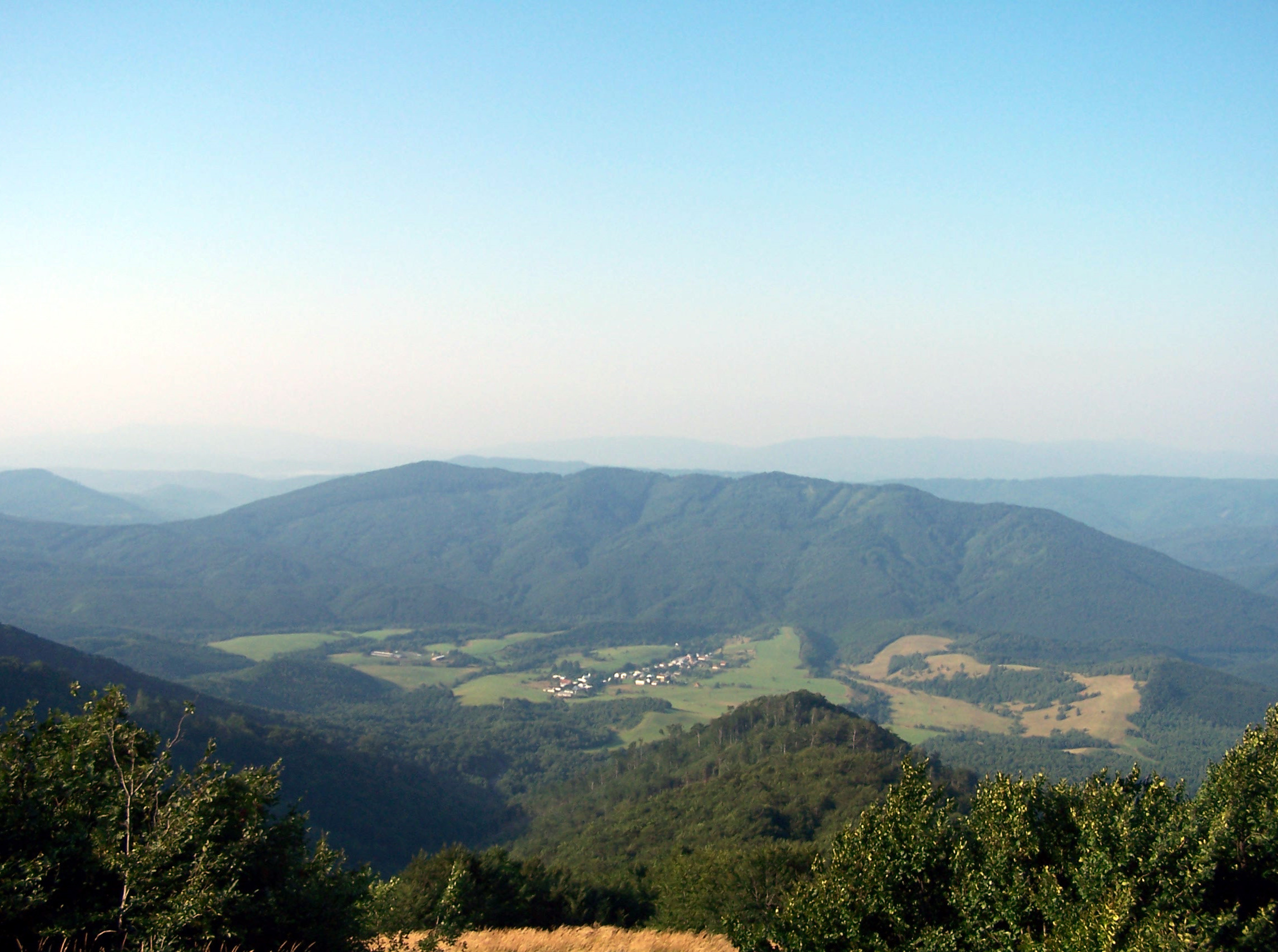
Villaggio di Runina.
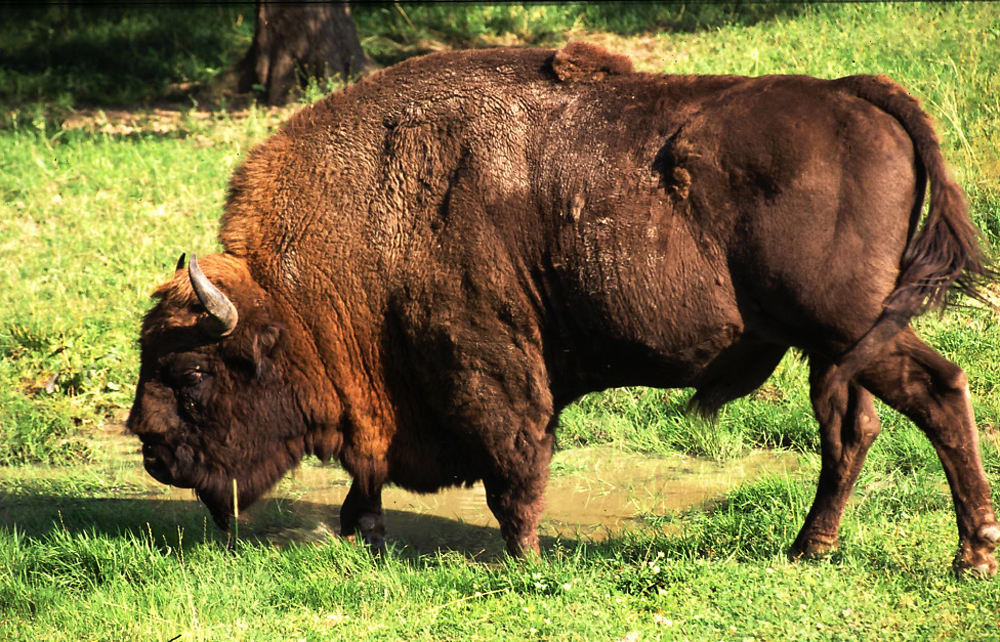
Bisonte europeo.
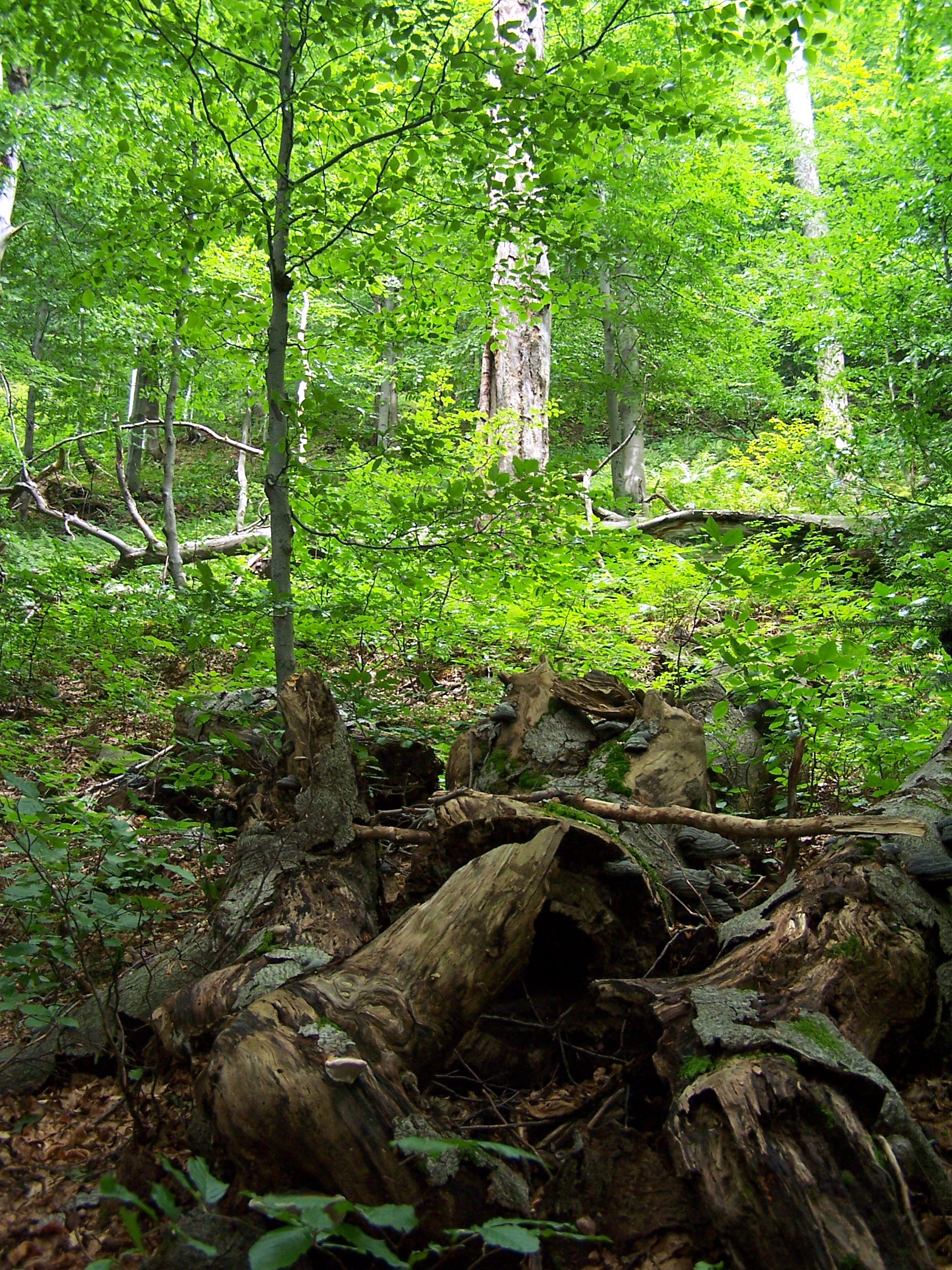
Foresta a Stužica.
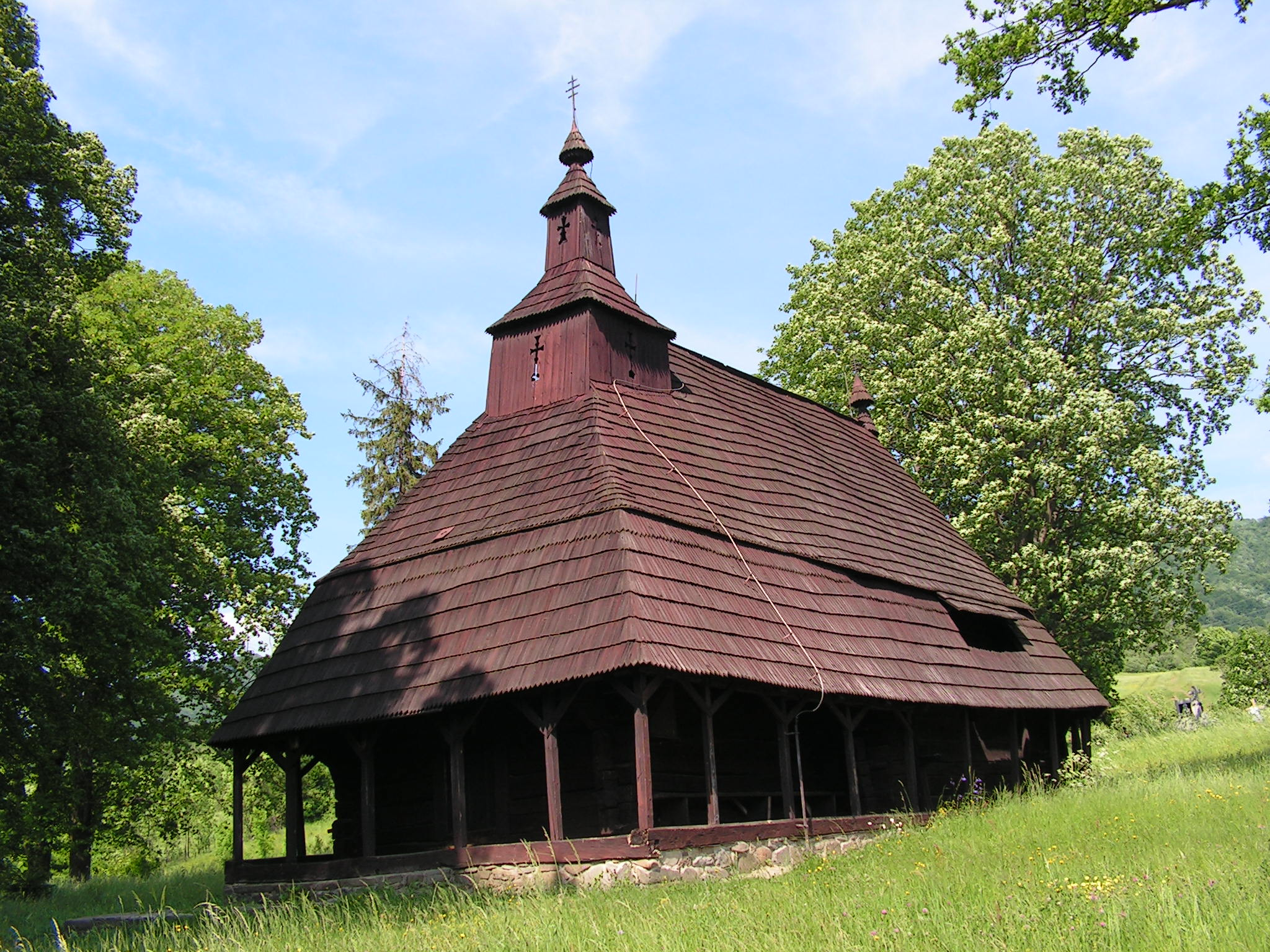
Chiesa di legno a Topoľa.